# Falcitettix pratensis
Falcitettix pratensis är en insektsart som beskrevs av Vilbaste 1980. Falcitettix pratensis ingår i släktet Falcitettix och familjen dvärgstritar. Inga underarter finns listade i Catalogue of Life.